# Улица Курбада
Улица Ку́рбада (латыш. Kurbada iela) — улица в Латгальском предместье города Риги, в историческом районе Авоты. Пролегает в направлении с севера на юг, от улицы Гертрудес до улицы Сатеклес. С другими улицами не пересекается.
Названа в честь героя латышской мифологии силача Курбадса, победителя нечисти.

## История
Улица Курбада была проложена в середине XIX века как часть нынешней улицы Католю. Поскольку она оказалась отрезана от остальной части улицы Риго-Динабургской железной дорогой, то в 1937 году была выделена в самостоятельную улицу. В годы немецкой оккупации улица называлась Kurbadsstrasse, а с 1961 по 1991 год носила имя Тараса Шевченко.

## Транспорт
Общая длина улицы Курбада — 212 метров; из них 37 метров, прилегающие к улице Сатеклес, асфальтированы, а остальная часть сохраняет историческое покрытие брусчаткой. Движение двустороннее, по одной полосе в каждом направлении. Средняя ширина проезжей части — 8,5 м.
В направлении от ул. Сатеклес к ул. Гертрудес по улице Курбада проложена троллейбусная линия, используемая маршрутом № 1 (с 16 августа 2021 по 1 октября 2023 года был временно закрыт в связи с ремонтными работами на улице Гертрудес). В 2022 году обсуждался вопрос его окончательного закрытия), однако было решено маршрут сохранить. Имеется остановка «Ģertrūdes iela».

## Примечательные объекты
- Дом № 1А — бывший доходный дом Рауте с магазинами (1911, архитектор Фридрих Шеффель).
- Дом № 3 — бывший доходный дом М. Гриезиньша (1912, архитектор Август Малвесс[латыш.]).
- Дом № 5 — построен в 1959—1960 годах для работников парфюмерно-косметической фабрики «Dzintars».

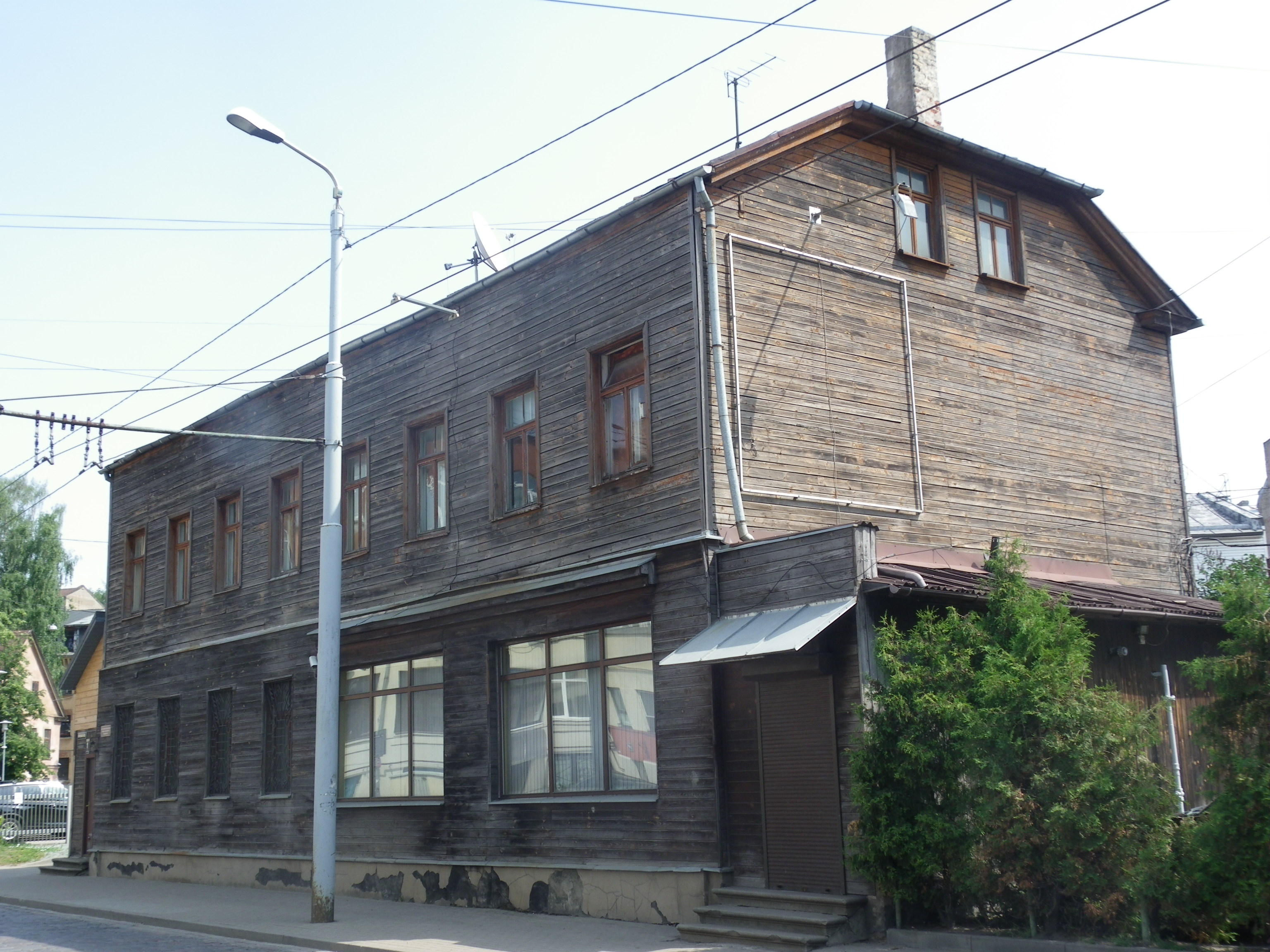
Дом № 1
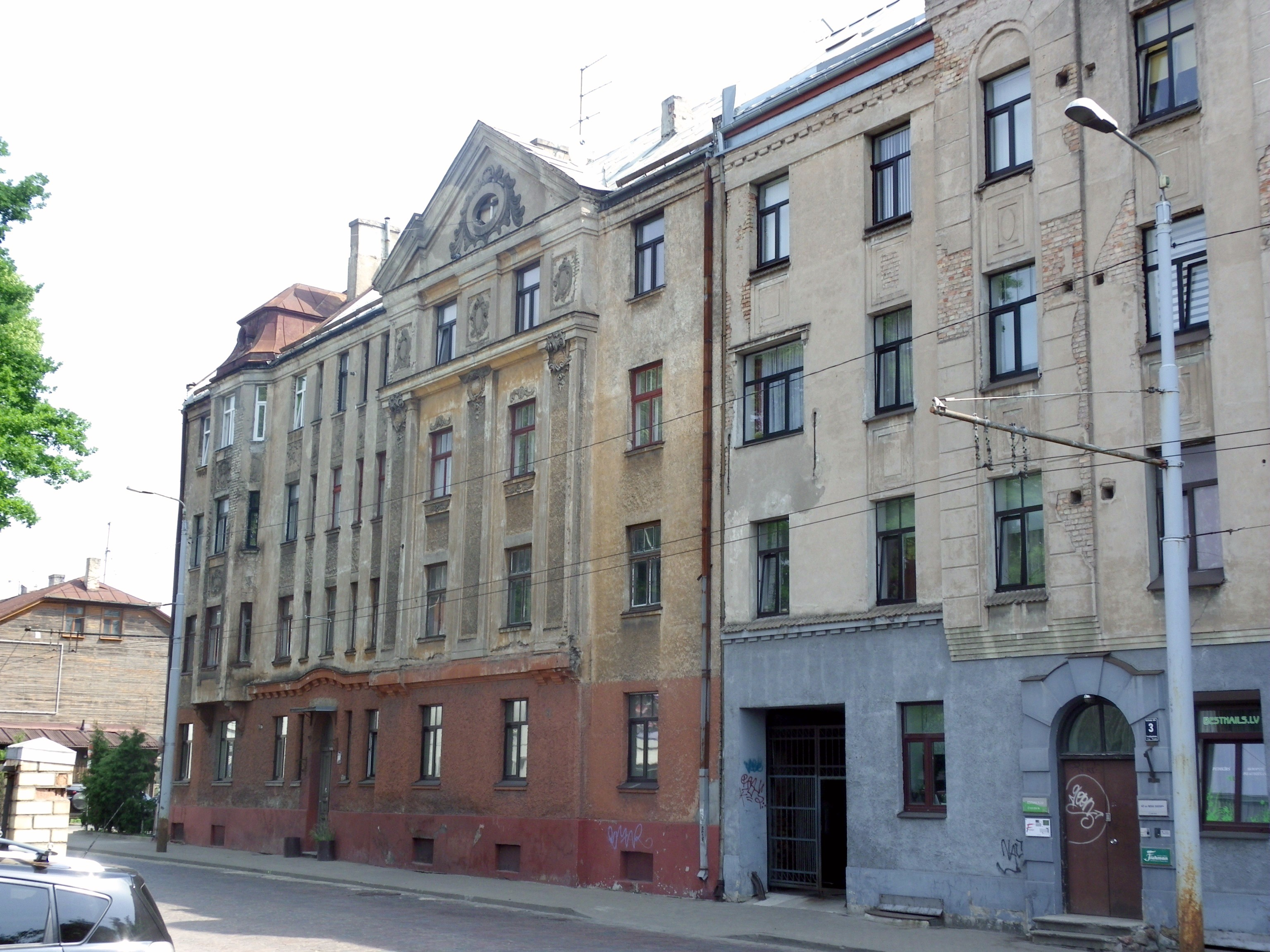
Дом № 1A
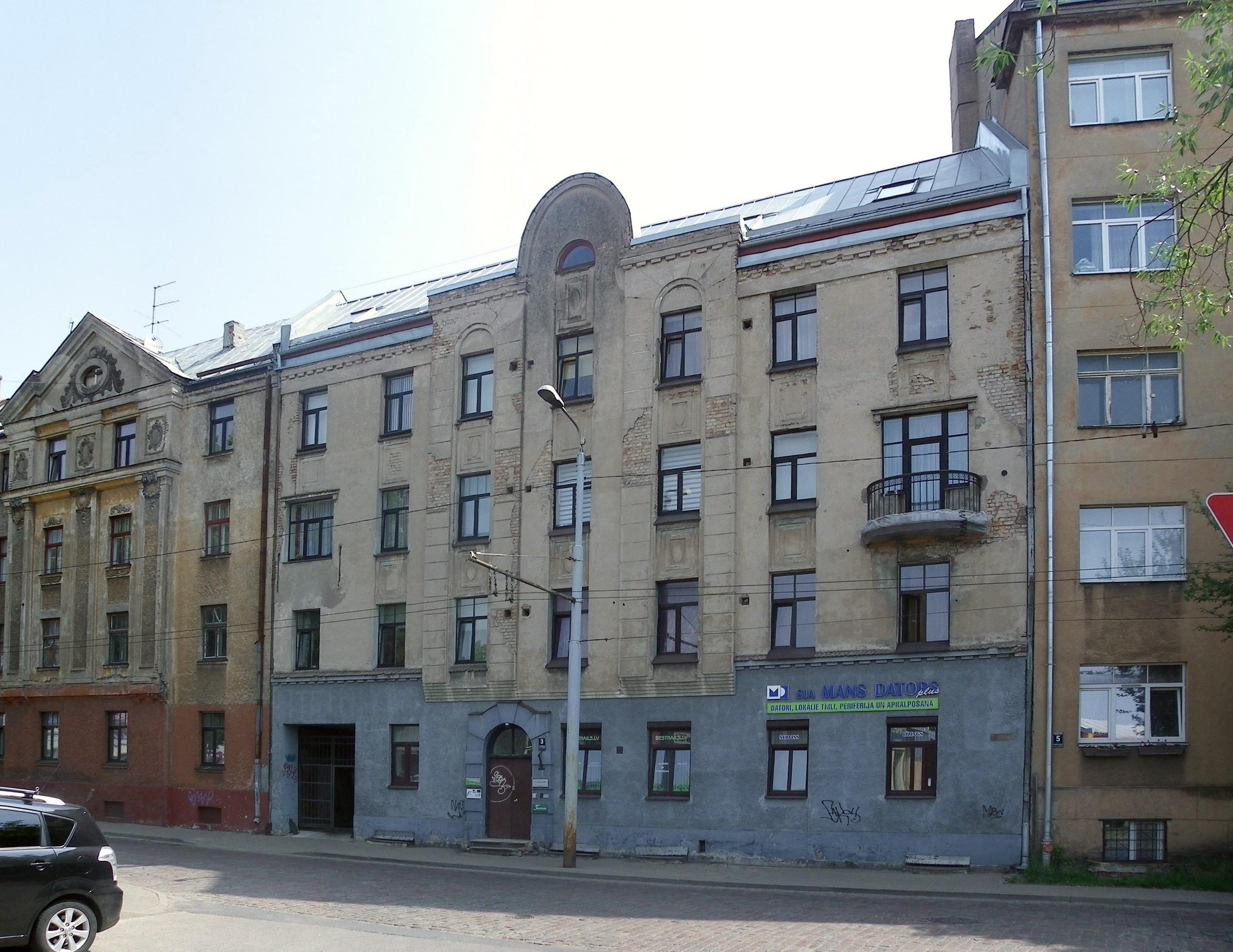
Дом № 3
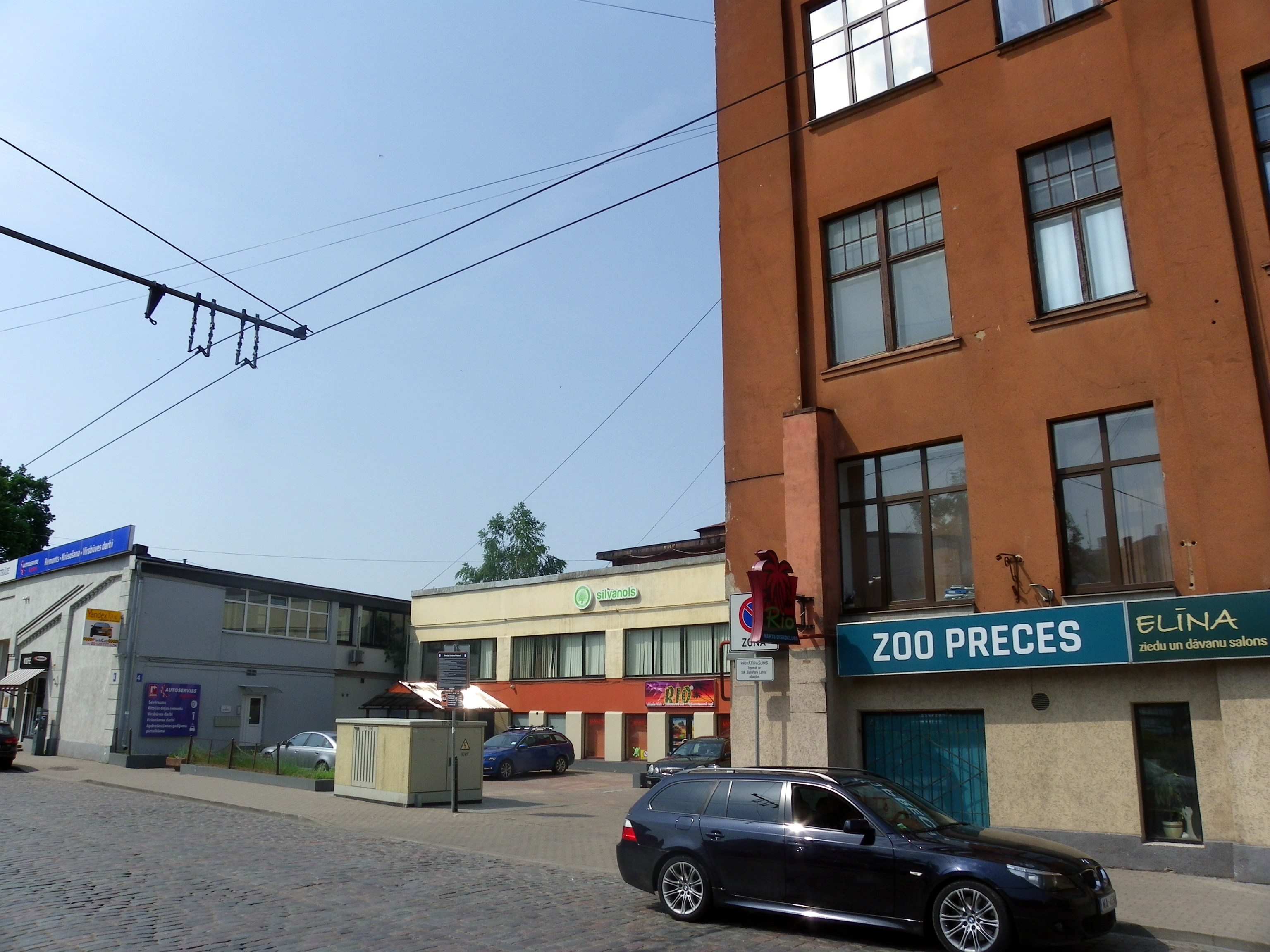
Чётная сторона улицы